# Малокопановский сельский совет (Голопристанский район)
Малокопанской сельский совет (укр. Малокопанівська сільська рада) — входит в состав
Голопристаньского района
Херсонской области
Украины.
Административный центр сельского совета находится в 
с. Малые Копани
.

## Населённые пункты совета
- с. Малые Копани
- с. Буркуты